# Ecpirótico
A Teoria Ecpirótica ou o Universo Ecpirótico ou Cenário Ecpirótico ou ainda Modelo Ecpirótico é uma teoria física cosmológica que trata da origem do universo.
O termo ecpirótico é originado da palavra ekpyrosis da filosofia estoica, 
a "destruição ou conflito pelo fogo" que representa o ciclo eterno e recorrente da destruição e renascimento.
O modelo ecpirótico do universo é uma alternativa ao paradigma da inflação cósmica. Esse dois modelos aceitam que o Modelo Lambda-CDM do Big-bang é uma descrição apropriada para os tempos iniciais do universo. O modelo ecpirótico é um precursor e parte do modelo cíclico.

## Introdução
A teoria cosmológica das branas assume que o universo visível está situado em uma brana tri-dimensional que se move dentro de um espaço com maior número de dimensões. Nossa brana pode ser uma de uma série de incontáveis outras branas movendo-se através dessas dimensões adicionais. O cenário ecpirótico foi proposto por Khoury, Ovrut, Steinhardt e Turok em 2001. Esse cenário sugere que o universo visível estava vazio e em contração no passado distante. Em certo momento nossa brana colidiu com uma outra brana paralela “escondida” o que provocou a mudança do universo em contração para um universo em expansão. Radiação e matéria aquecida foram criadas no ato da colisão originando o big bang e a partir daí o nosso universo surgiu. A colisão de branas, sob o ponto de vista das quatro-dimensões da branas visível tem a aparência de um Big Crunch seguido de um big bang.

## Problemas
Existem problemas no cenário ecpirótico. Entre eles está a falta de compreensão entre os teóricos especialistas na teoria das cordas e não é sabido o que efetivamente acontece quando duas branas colidem. Além disso, o cenário ecpirótico usa algumas ideias essenciais da teoria das cordas, principalmente as multi-dimensões, branas e orbifolds. A teoria das cordas também não é uma teoria aceita pela totalidade da comunidade da física.

## Recepção Popular
O modelo ecpirótico tem recebido cobertura considerável na mídia
, , , .
Compare com: Inflação cósmica, Modelo cíclico.